# Demeter International
L'associazione Demeter International è il più grande organismo privato di certificazione dell'agricoltura biodinamica, senza scopi di lucro: il suo marchio Demeter, utilizzato in oltre 40 paesi, viene rilasciato per contrassegnare quei prodotti agricoli o di allevamento ottenuti secondo i metodi biodinamici, rispondenti cioè alle direttive antroposofiche indicate da Rudolf Steiner per coltivare la terra.

## Descrizione
Demeter nacque nel 1927 ad opera di una cooperativa di agricoltori biodinamici di Berlino, per certificare i loro prodotti e difenderli da eventuali contraffazioni. Nel 1928 fu così istituito ufficialmente il marchio Demeter, che come tale fu la prima etichettatura ecologica per alimenti biologici.
Il nome fu scelto in omaggio a Demetra, dea greca della terra e della fertilità.
Nel 1961 venne registrato a Ginevra come marchio internazionale. Oggi l'associazione, con sede in Germania, prevede percorsi piuttosto impegnativi perché un coltivatore raggiunga la certificazione Demeter, la quale deve comunque essere rinnovata ogni anno.  Tale certificazione "biodinamica" richiede la tutela dell'ecosistema e della biodiversità, la cura del suolo, l'uso di particolari compost o preparati, il divieto di materiale geneticamente modificato, e una concezione dell'azienda come organismo "vivente".
La certificazione verifica l'adempimento degli standard da parte degli agricoltori, e a sua volta garantisce ai consumatori prodotti di alta qualità biodinamica. Questi, in compenso, hanno un prezzo più elevato di circa il 10-30% in media rispetto agli alimenti privi dell'etichetta "Demeter".
In Italia la tutela del marchio è affidata alla Demeter Associazione Italia, con sede a Parma.